# Entomophaga sufferta
Entomophaga sufferta är en tvåvingeart som först beskrevs av Villeneuve 1942.  Entomophaga sufferta ingår i släktet Entomophaga, och familjen parasitflugor. Arten är reproducerande i Sverige.